# Giuliano di Baccio d'Agnolo
Pour les articles homonymes, voir Agnolo.
Giuliano di Baccio d'Agnolo (né à Florence en 1491, mort en 1555 en cette même ville) est un architecte de l'école florentine du XVIe siècle.

## Biographie
Giuliano di Baccio d'Agnolo est le fils aîné de Baccio d'Agnolo.
Giorgio Vasari le cite dans Le Vite. Parlant de Giuliano di Baccio d'Agnolo, il mentionne le palais réalisé par ce dernier à San Miniato, comme cosa magnifica (chose magnifique).

## Réalisations

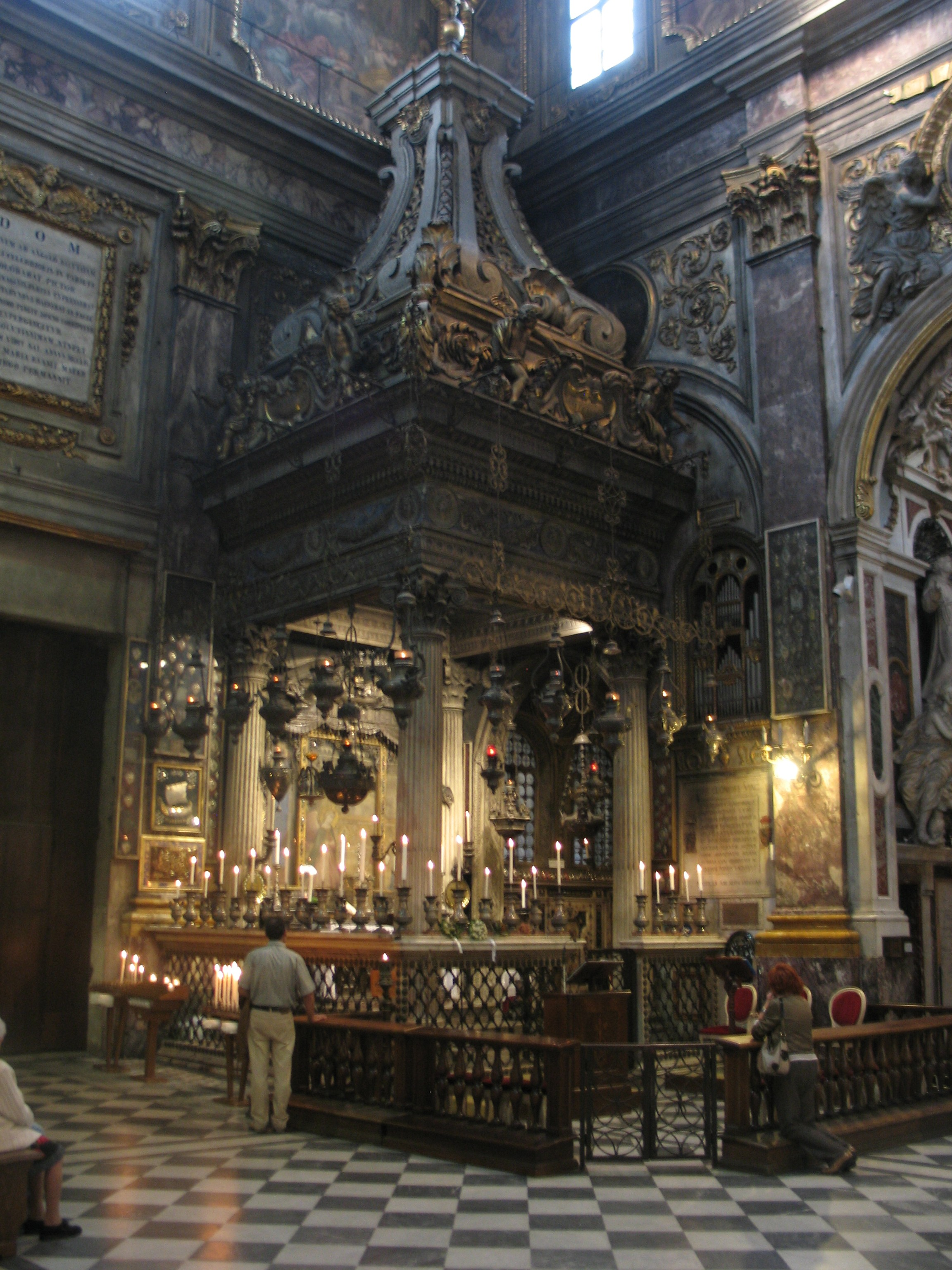
Intérieur de la basilique de la Santissima Annunziata à Florence.

- Le palais Grifoni (it) à San Miniato.
- Le « palazzo » Campana (it) à Colle di Val d'Elsa.
- Le chœur en marbre de Santa Maria del Fiore (1549).
- L'« Udienza » du Palazzo Vecchio (1550-55).

## Sources
- Giorgio Vasari, Le Vite.